# Panzerhaubitze Hummel
Der Geschützwagen III/IV für s.F.H. 18/1 (Sf.) (Sd.Kfz. 165) „Hummel“ beziehungsweise die schwere Panzerhaubitze auf Sd.Kfz. 165 war eine Selbstfahrlafette mit einer Haubitze im Kaliber 150-mm. Sie wurde von der deutschen Wehrmacht im Zweiten Weltkrieg von 1943 bis zum Ende des Krieges eingesetzt.

## Geschichte

### Entwicklung und Produktion
Bereits vor dem Krieg erhob der spätere Generaloberst Heinz Guderian, der die Panzerwaffe zur selbstständigen Truppengattung entwickelte, die Forderung nach einer motorisierten und unter Panzerschutz stehenden Artillerie. Diese sollte den Panzerverbänden ins Gefecht folgen und diesen die notwendige Artillerieunterstützung geben. Die Pläne konnten jedoch aufgrund der anfangs geringen Produktionskapazität der Panzerindustrie erst 1942 realisiert werden. Nachdem erkannt wurde, dass eine anfangs geplante Spezialkonstruktion von Selbstfahrlafetten mit Rundumfeuerung aufgrund der Kriegsereignisse nicht mehr zu verantworten war, versuchte man, bereits vorhandene Fahrgestelle und Waffen einzusetzen.
Das 1942 entwickelte Fahrzeug basierte, genau wie der Panzerjäger Nashorn, auf dem Geschützwagen III/IV. Dies war ein Fahrgestell des Panzerkampfwagen IV mit dem Antriebsstrang eines Panzerkampfwagen III, wobei der Motor nach vorne verlegt wurde, um im Heck einen großzügigen Kampfraum zu schaffen. Als Waffe wurde die 150-mm-Haubitze sFH 18 verwendet, die ein Seitenrichtfeld von 15° nach beiden Seiten und mit einem 43 kg schweren Geschoss eine Schussreichweite von 13 km hatte. Da das Fahrzeug nicht für den direkten Kampfeinsatz vorgesehen war, schützte nur eine leichte Panzerung gegen Infanteriefeuer und Granatsplitter. So hatte der Aufbau nur eine Rundumpanzerung von 10 mm. Die Entwicklung erfolgte bei Alkett und die Montage bei den Deutschen Eisenwerken in Duisburg. Die offizielle Bezeichnung lautete „15 cm schwere Panzerhaubitze 18/1 auf Fahrgestell Panzerkampfwagen III/IV (Sf)“ (Sd.Kfz. 165). Die „Hummel“ kam im Mai 1943 an die Front, bis zum Sommer waren 85 Stück bei der Truppe. Bis zum Ende des Jahres wurden 227 Stück ausgeliefert. Insgesamt wurden 724 Panzerhaubitzen hergestellt, zehn davon entstanden aus Umbauten. Am 27. Februar 1944 entfiel auf Weisung von Adolf Hitler der bis dahin verwendete Suggestivname „Hummel“. Anfang 1945 wurde die Produktion der „Hummel“ eingestellt. Zu diesem Zeitpunkt gab es noch 335 „Hummeln“, von denen der größte Teil an der Ostfront stand und unter dem Mangel an Kraftstoff und Munition litt.

### Einsatz

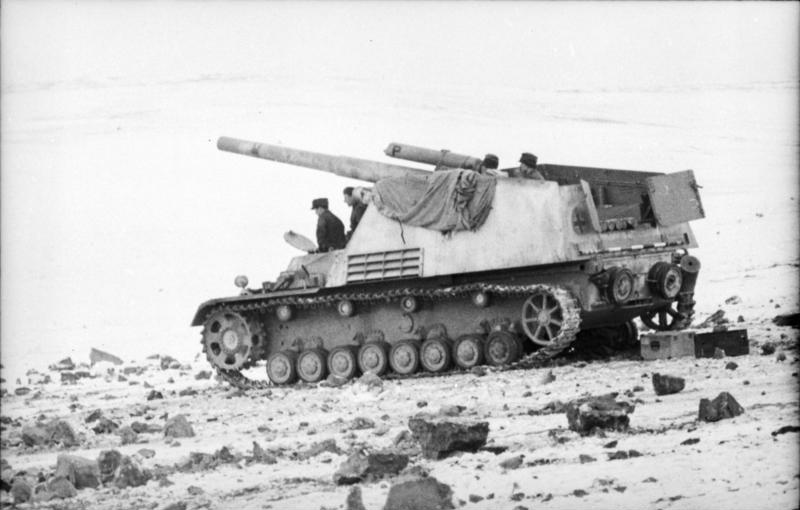
Gut zu erkennen der oben offene Kampfraum

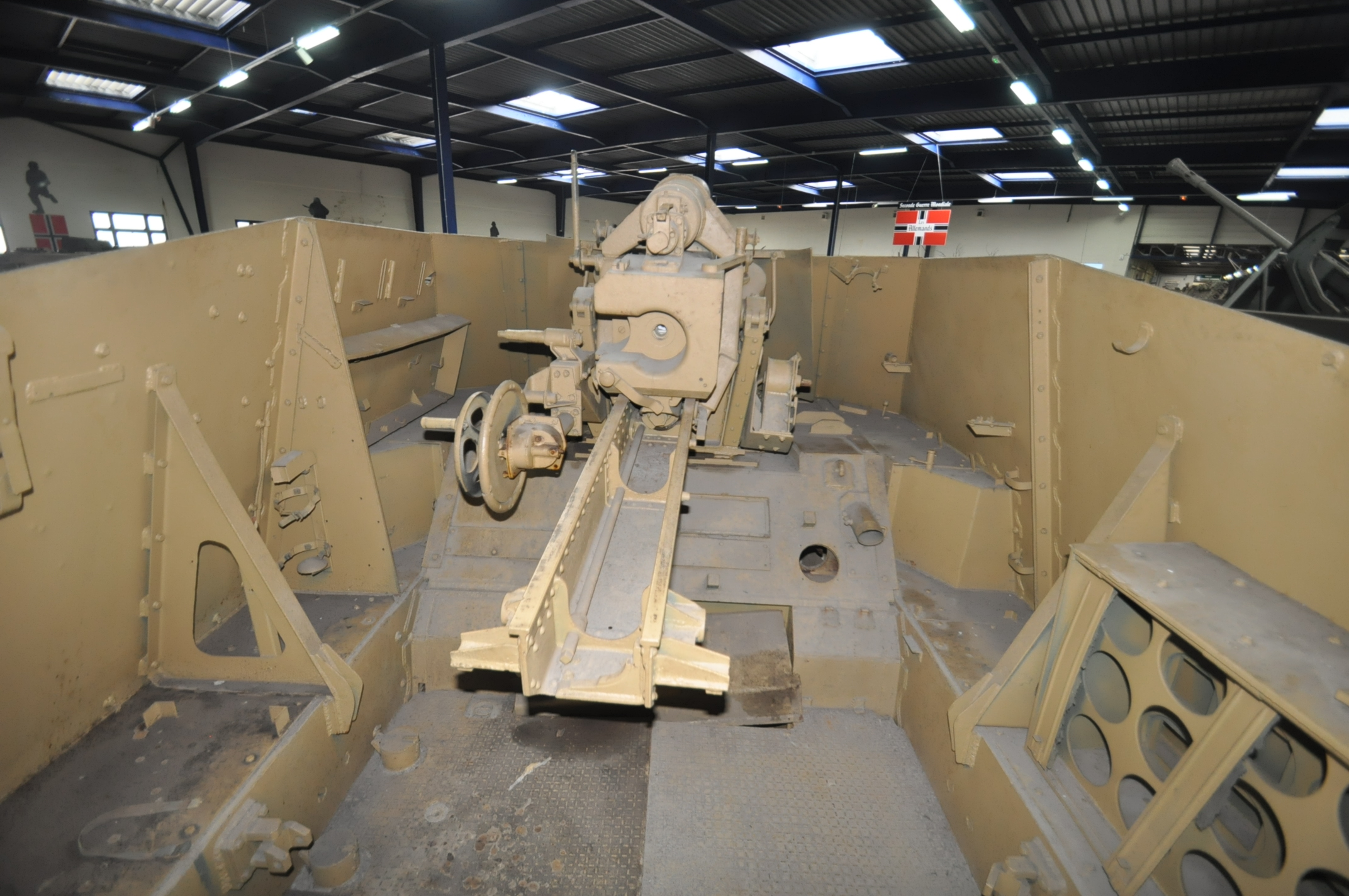
Kampfraum eines Museumsexponats mit Blick auf die sFH 18 Haubitze

Die Panzerhaubitze „Hummel“ wurde organisatorisch dem Panzerartillerieregiment einer Panzerdivision unterstellt. Ein Regiment besaß drei Abteilungen, wobei nur eine Abteilung mit Selbstfahrlafetten ausgestattet war. Eine Abteilung bestand aus drei Batterien. Die ersten zwei Batterien waren mit der Panzerhaubitze „Wespe“ ausgestattet; die dritte Batterie sollmäßig mit sechs „Hummeln“ und zwei Munitionsträgern. Obwohl die Fahrzeuge einen hohen Aufzug hatten und keine Möglichkeit zur Rundumfeuerung besaßen, bewährten sie sich an der Front. Bei einer direkten Feindberührung war eine Bekämpfung gegnerischer Panzer im direkten Richten der Kanone möglich, jedoch sollte dies aufgrund der geringen Panzerung nur im Notfall erfolgen. Ab Herbst 1944 wurde offiziell nur die I. Abteilung eines Panzerartillerieregimentes mit Selbstfahrlafetten ausgestattet. Auch hier betrug die Sollausstattung der 3. Batterie sechs „Hummeln“, wobei es kriegsbedingt zahlreiche Abweichungen gab, da die Fertigung nicht mit den Verlusten Schritt halten konnte. So gingen 1944 allein an der Ostfront 240 Panzerhaubitzen „Hummel“ verloren.

### Munitionsträger „Hummel“

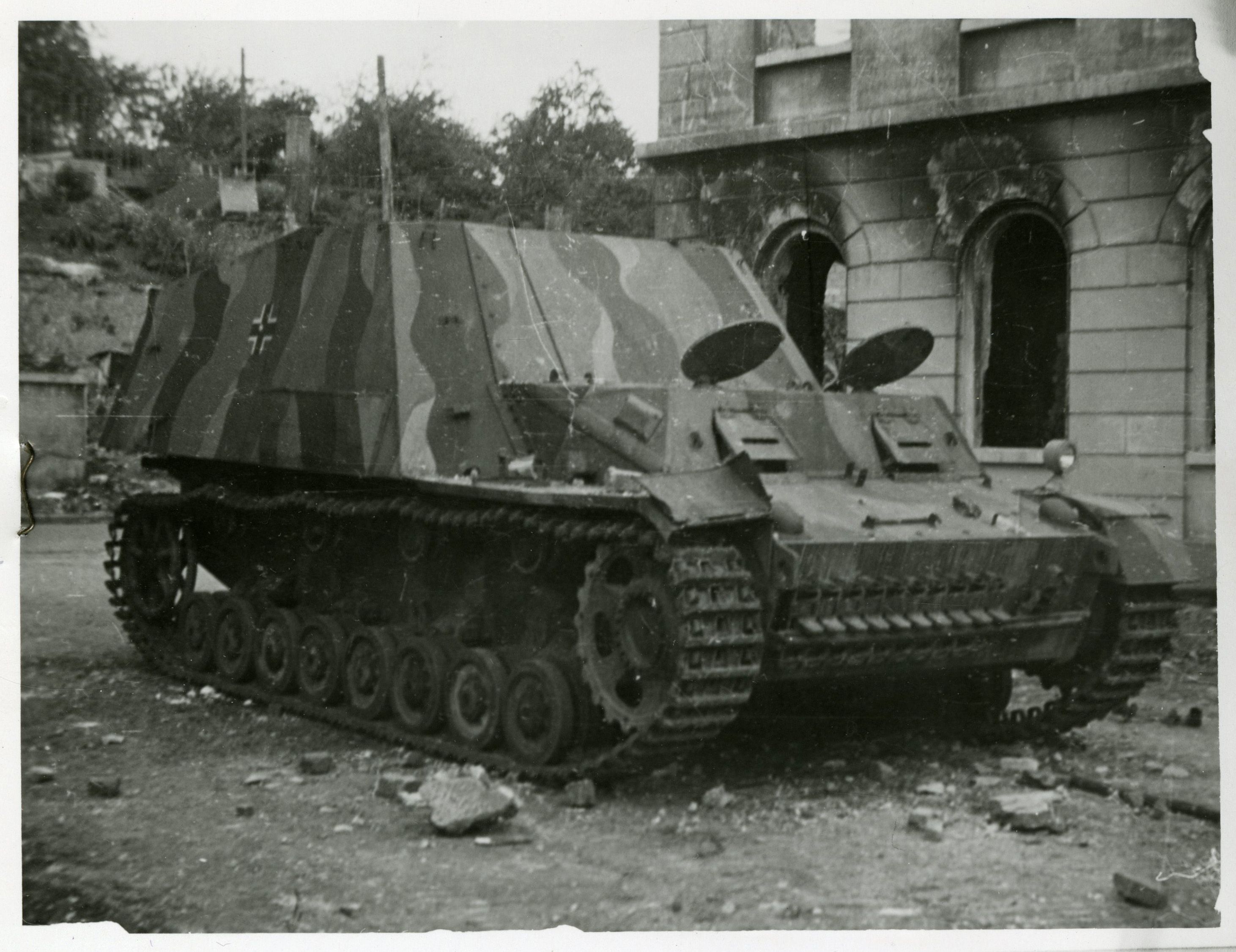
Munitionsträger „Hummel“

Da die Panzerhaubitze „Hummel“ mit 18 Schuss nur eine begrenzte Menge an Munition hatte und dies für eine nachhaltige Feuerunterstützung über längere Zeit nicht ausreichte, wurden noch 157 Munitionsträger „Hummel“ gebaut. Dabei handelte es sich um den gleichen Fahrzeugtyp, bei dem auf den Einbau der Hauptwaffe verzichtet wurde. Im Inneren des nach wie vor oben offenen Kampfraumes wurden zusätzliche Munitionshalterungen angebracht und die durch das Fehlen der Hauptwaffe bedingte Lücke in der Frontpanzerung des Aufbaus durch eine zusätzliche Panzerplatte verschlossen. Die Munitionsträger konnten 90 Granaten und Kartuschen mitführen. Zwar waren die Fahrzeuge in ihrer Anschaffung relativ teuer, doch stellten sie für die Logistik der schweren Artillerieeinheiten eine erhebliche Erleichterung dar. So waren die Munitionsträger genauso geländegängig wie die Panzerhaubitze, waren besser geschützt als die normalerweise in den Nachschubstaffeln verwendeten Opel Blitz und es war keine zusätzliche Ersatzteilbeschaffung notwendig. Der Umbau eines solchen Munitionsträgers zu einer Panzerhaubitze „Hummel“ war ebenfalls möglich. Dazu musste nur die mit einer Panzerplatte verschlossene Geschützblende geöffnet und ein Geschütz – das beispielsweise aus einer anderen beschädigten „Hummel“ stammte – eingebaut werden.

### Leichte Panzerhaubitze auf Hummel-Fahrgestell
Seit 1943 war den Verantwortlichen im Bereich des Heeresamtes und der Rüstungsindustrie bekannt, dass man die kurzfristig eingeführte 10,5-cm-Selbstfahrlafette „Wespe“ bzw. die Panzerhaubitze Wespe wegen des Auslaufens der Fertigung des Fahrwerks durch ein neues Fahrzeug würde ersetzen müssen.
Der anspruchsvolle Entwurf von Krupp eines absetzbaren Geschützes auf dem Geschützwagen III/IV (Heuschrecke IVb) wurde zugunsten einer von Alkett vorgestellten Lösung, dem 10,5-cm-le.FH 18/40/2 (Sf) auf GW III/IV, nicht umgesetzt. Die Fertigung der Alkett-Lösung sollte Ende 1944 anlaufen, doch es wurden keine Fahrzeuge produziert, weil andere Projekte bei Alkett Vorrang hatten.
Am 25. Oktober 1944 wurde ein Memorandum geschickt, ob nicht eine le. Pz.Haub. auf Hummel Fahrgestell als vorübergehende Lösung zu planen wäre. Die Entwurfsarbeit war Mitte Dezember 1944 bereits angelaufen und ab Januar 1945 sollten die Fahrzeuge als Zwischenlösung geliefert werden.
Aus dem Reichsministerium für Rüstung und Kriegsproduktion gibt es Unterlagen, dass noch im Dezember 1944 ein Fahrzeug gefertigt wurde und weitere neun im Januar 1945. Ein Bericht der Deutschen Eisenwerke/Werk Stahlindustrie in Duisburg vom August 1945 verzeichnet 11 Fahrzeuge. Die Fertigung sollte wegen der Kriegslage im Westen noch in das Werk Teplitz-Schönau verlegt werden. Ob dort noch etwas gefertigt wurde, ist nicht bekannt.
Es existiert eine Fotografie eines solchen Fahrzeugs, bei dem Oberlafette und Geschützschild dem Aufbau der „Hummel“ angepasst worden waren.

## Einzelnachweise

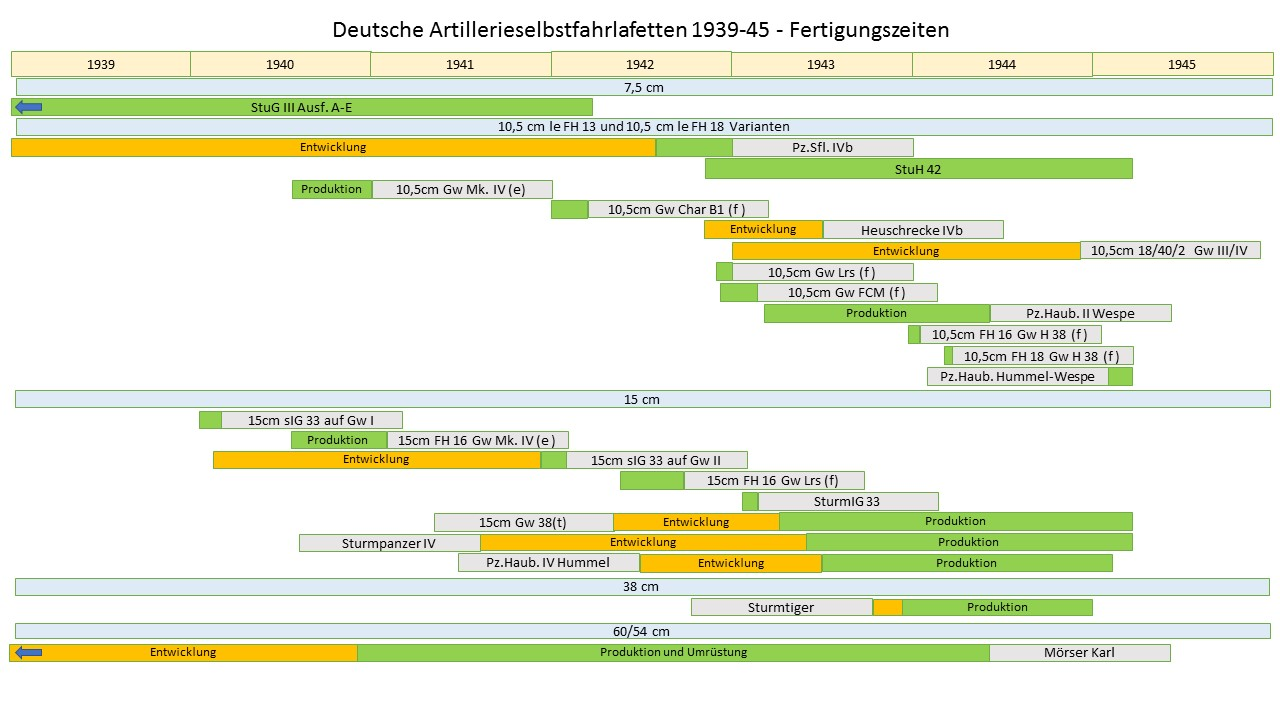